# Nati nel 2011
| Questa pagina contiene informazioni ricavate automaticamente dalle voci biografiche con l'ausilio del template Bio e di un bot. L'aggiornamento è periodico e automatico e ricostruisce completamente la pagina. Se manca una persona in questa lista, sei pregato di non aggiungerla, ma accertati piuttosto che la sua voce biografica contenga il template Bio e che i dati anagrafici siano correttamente compilati. Se il template Bio manca, inseriscilo tu stesso o, in alternativa, metti l'avviso {{tmp\|Bio}} che ne segnala la mancanza. Se i dati riportati sono sbagliati, correggi direttamente la voce biografica; le modifiche saranno visibili in questa lista entro pochi giorni. Per chiarimenti vedi il progetto biografie. La lista contiene solo le 13 persone che sono citate nell'enciclopedia e per le quali è stato implementato correttamente il template Bio. Pagina aggiornata al 10 ago 2025. |

- 3 gennaio - Alfie Williams, attore inglese
- 8 gennaio - Josephine di Danimarca, principessa danese
- 8 gennaio - Vincent di Danimarca, principe danese
- 21 gennaio - Lía Cueva, tuffatrice messicana
- 21 gennaio - Mía Cueva, tuffatrice messicana
- 7 marzo - Alessandra Mao, nuotatrice italiana
- 17 marzo - Heili Sirviö, skater finlandese
- 28 marzo - Maya Le Clark, attrice statunitense
- 22 aprile - Violet McGraw, attrice statunitense
- 20 giugno - Julian Hilliard, attore statunitense
- 18 luglio - Yuna, attrice sudcoreana
- 10 agosto - Jeremy Maguire, attore statunitense
- 2 ottobre - Licypriya Kangujam, attivista indiana